# Craugastor trachydermus
Espèce
Synonymes
- Eleutherodactylus trachydermus Campbell, 1994

Statut de conservation UICN

 CR A3ce : 
En danger critique
Craugastor trachydermus est une espèce d'amphibiens de la famille des Craugastoridae.

## Répartition
Cette espèce est endémique du département d'Izabal au Guatemala. Elle se rencontre à 900 m dans la Sierra de Santa Cruz.

## Publication originale
- Campbell, 1994 : A new species of Eleutherodactylus (Anura: Leptodactylidae) of the milesi group from Guatemala. Herpetologica, vol. 50, no 4, p. 398-411.